# Quecksilber(I)-nitrat
Quecksilber(I)-nitrat ist ein Salz des einwertigen Quecksilbers und der Salpetersäure mit der Summenformel Hg2(NO3)2.

## Darstellung
Quecksilber(I)-nitrat kann als Dihydrat durch Auflösen von elementarem Quecksilber in kalter, verdünnter Salpetersäure und Kristallisation des Salzes durch vorsichtiges Einengen dargestellt werden:
{\displaystyle \mathrm {2\ Hg\ +2\ HNO_{3}\longrightarrow \ Hg_{2}(NO_{3})_{2}\ +H_{2}\uparrow } }
{\displaystyle \mathrm {Hg_{2}(NO_{3})_{2}\ +\ 2\ H_{2}O\ {\xrightarrow {\ }}(Hg_{2}(NO_{3})_{2}\cdot 2H_{2}O)\downarrow } }

## Eigenschaften und Struktur
Das hochtoxische, feste Nitrat löst sich gut in Wasser. Beim Auskristallisieren aus wässrigen Lösungen scheidet sich das Dihydrat Hg2(NO3)2 · 2 H2O in farblosen, monoklinen Kristallen ab. Das Kristallgitter des Dihydrats setzt sich aus linearen [H2O-Hg-Hg-OH2]2+-Kationen mit einem Hg-Hg-Abstand von 254 pm und daran koordinierten Nitratanionen zusammen. Auch die wasserfreie Verbindung besteht aus Dimeren mit einer linearen Hg-Hg-Bindung.
Aufgrund der geringen Stabilität von Quecksilber(I)-Verbindungen disproportioniert das Nitrat im Licht und bei Temperaturerhöhung unter Dunkelfärbung zu elementarem Quecksilber und Quecksilber(II)-nitrat.

## Verwendung
Quecksilber(I)-nitrat wird als Reagenz, zur Feuervergoldung, zum Schwärzen von Messing und zur Darstellung weiterer Quecksilber(I)-Verbindungen eingesetzt.

## Sicherheitshinweise
Wegen der sehr guten Wasserlöslichkeit ist eine Aufnahme über Haut, Schleimhäute, Atemwege und den Verdauungstrakt möglich. Im Magen wird Quecksilber(I)-nitrat zum nahezu unlöslichen Quecksilber(I)-chlorid umgesetzt. Toxikologische Untersuchungen zum Menschen liegen für Quecksilber(I)-nitrat nicht vor. Bei Tieren wie der Maus (5 mg·kg−1 intraperitoneal, 49,3 mg·kg−1 oral) und der Ratte (170 mg·kg−1 oral) war die Giftigkeit hoch. Bei beiden Spezies traten als Vergiftungssymptome gastrointestinale Störungen wie Durchfall auf.